# Traditori (film)
Traditori (The Master Race) è un film del 1944 diretto da Herbert Biberman.

## Trama
Belgio, 1944. Il colonnello nazista Von Beck, fautore della supremazia della razza tedesca, ritiene che la sconfitta militare del Terzo Reich sia ormai inevitabile e che occorra già fare piani per la costituzione di un futuro «Quarto Reich» sfruttando la tendenza all'autonomia delle nazioni che si sono opposte alla Germania nazista: ciascuno dovrà agire individualmente in campo avverso mimetizzandosi, sabotando la pace e favorendo le divisioni fra gli avversari. Von Beck si reca nel piccolo villaggio agricolo belga di Kolar, ancora occupato dalle truppe tedesche, alla vigilia dell'arrivo delle truppe alleate. Ha i documenti di identità di Ferdinand Varin, un partigiano catturato e ucciso dai tedeschi, la cui ricca famiglia tuttavia ha collaborato con gli occupanti tedeschi. Von Beck si fa passare per Ferdinand e viene rinchiuso dai tedeschi nel campo di concentramento di Kolar. Poco dopo Kolar è liberata dalle truppe alleate, i prigionieri del campo di concentramento – fra cui il falso Ferdinand – sono liberati e al loro posto vengono rinchiusi i militari tedeschi che si sono arresi.
Liberato, Von Beck si reca nell'abitazione della famiglia Varin, dove risiedono solo due donne: la capofamiglia Martha, da poco vedova di un fratello di Ferdinand, e la giovane e graziosa figlia Nina. Von Beck convince Martha a ospitarlo e a non tradirlo, fidando sulla paura delle due donne verso i loro compaesani che potrebbero vendicarsi su di loro. Dopo l'arrivo delle truppe alleate, ritornano a Kolar anche i partigiani, fra i quali Frank Bartoc e suo padre. Prima della guerra Frank era fidanzato di Nina, e vorrebbe correre a rivederla; ma sua sorella Helena lo informa del tradimento dei Varin e Frank decide di troncare i rapporti con la ragazza. Helena ha una bambina, frutto di una violenza da parte di soldati tedeschi.
Le truppe americane, guidate dal magg. Carson, e quelle inglesi, guidate dal cap. Forsythe, cercano di favorire il ritorno alla normalità donando ai belgi, per lo più contadini, sementi e attrezzi agricoli; Andrei, un ufficiale medico sovietico ex prigioniero dei nazisti, si prodiga per la salute della popolazione. Gli sforzi di costoro sono boicottati da Von Beck il quale fa nascere dubbi e sospetti sul comportamento degli alleati. Un soggetto particolarmente recettivo alle menzogne di Von Beck è Josef Katry al quale Von Beck va balenare la possibilità di ottenere i capitali per la costruzione di un mulino. Katry cercherà di ostacolare la semina dei contadini.
Un giovane prigioniero tedesco, Ludwig Altmeier, angosciato per i crimini compiuti in qualità di soldato durante la guerra, si offre di aiutare col suo lavoro i belgi; durante un colloquio in cui confessa i delitti, Altmeier accenna a un colonnello Von Beck, fanatico nazista. Avvertito da Martha della presenza di un soldato tedesco che potrebbe identificarlo, Von Beck decide sia opportuno sopprimerlo anche se ciò dovesse costare la morte di tutti i suoi compatrioti prigionieri. Von Beck uccide Martha. Sobillato da Von Beck, Katry mette in atto un attentato dinamitardo contro i prigionieri tedeschi; ma alcuni prigionieri sopravvivranno permettendo che le trame di Von Beck siano infine scoperte.

## Genesi del film
Herbert Biberman, autore del soggetto, sceneggiatore e regista del film, è noto per essere stato uno dei "dieci di Hollywood", ossia uno dei dieci uomini di cinema condannati alla reclusione per non avere collaborato con la Commissione per le attività antiamericane (HUAC) e non averne riconosciuto l'autorità. Il soggetto era costituito da una cartella di 63 pagine composto nella primavera del 1944, in epoca precedente allo sbarco alleato in Normandia (6 giugno 1944). Biberman riteneva che la Germania nazista avesse già perso la guerra, che i paesi alleati (e quindi anche l'URSS) conservassero anche dopo la fine del conflitto la solidarietà del periodo bellico, che occorresse aiutare gli europei a ripristinare le condizioni politiche, economiche e sociali dell'anteguerra, che occorresse contrastare il risorgere del nazismo. Il film fu prodotto da Robert ed Edward A. Golden, della RKO Pictures, i quali avevano prodotto pochi mesi prima Hitler's Children, un film di propaganda diretto da Edward Dmytryk che ebbe un clamoroso successo commerciale. Diversamente da Hitler's Children, nel film di Biberman non affrontavano argomenti sgradevoli ma si mettevano in evidenza i temi della fratellanza e della concordia fra persone di nazionalità, ideologia e religione differenti; ad esempio, i belgi liberati ricostruiscono immediatamente una chiesa cattolica, ma la funzione è celebrata da un pastore protestante e sull'altare è posta una Menorah. Scontenta del risultato, la RKO Pictures interruppe il contratto con Bierman il 12 settembre 1944, dieci giorni prima dell'anteprima di Traditori (22 settembre 1944).

## Distribuzione
Il copyright del film, richiesto dalla RKO Radio Pictures, Inc., fu registrato il 19 ottobre 1944 con il numero LP12986.